# Eutropis longicaudata
Espèce
Synonymes
- Euprepes longicaudata Hallowell, 1857
- Eumeces siamensis Günther, 1864
- Euprepes bicarinatus Peters, 1867
- Euprepes ruhstrati Fischer, 1886
- Mabuya longicaudata (Hallowell, 1857)

Eutropis longicaudata ou Scinque à longue queue est une espèce de sauriens de la famille des Scincidae.

## Répartition
Cette espèce se rencontre :
- en République populaire de Chine dans les provinces du Yunnan, du Guangdong, du Hainan et à Hong Kong ;
- à Taïwan ;
- en Malaisie péninsulaire ;
- en Thaïlande ;
- au Viêt Nam ;
- au Laos.
- En Afrique

Sa présence est incertaine au Cambodge.

## Description

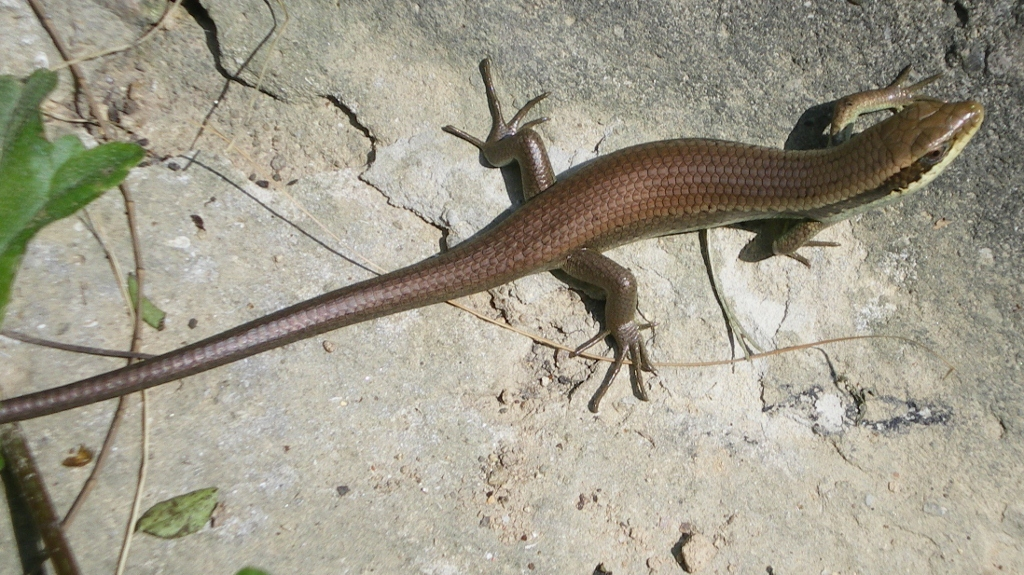

Ce lézard mesure de 30 à 35 cm. Il s'appelle scinque à longue queue car sa queue mesure le double de sa longueur corps et tête, soit environ 20 cm.
Il a des écailles brunes et brillantes, un peu plus foncé sur les flancs.
Il vit dans les clairières et les jardins, souvent près de l'eau.
Il mange des insectes et des araignées.

## Publication originale
- Hallowell, 1857 : Notice of some new and rare species of Scincidae in the collection of the Academy of Natural Sciences of Philadelphia. Transactions of the American Philosophical Society, vol. 11, p. 71-82 (texte intégral).